# Sphinctus pilosus
Sphinctus pilosus är en stekelart som beskrevs av Tohru Uchida 1940. Sphinctus pilosus ingår i släktet Sphinctus och familjen brokparasitsteklar. Inga underarter finns listade i Catalogue of Life.